# Барбакоа
Барбакоа (Spanish: [baɾβaˈkoa] ( прослухати)) — це форма приготування м'яса, яка виникла в Карибському басейні з племенем таїно, який називав це аравакським словом barbaca, від якого походить термін «barbacoa» і, зрештою, слово «барбекю». У сучасній Мексиці це, як правило, стосується м'яса, цілих овець чи цілих кіз, повільно приготованих на відкритому вогні або, більш традиційно, у ямі, викопаній у землі, вкритій листям агави (maguey), хоча тлумачення є вільним, і в сьогодні (і в деяких випадках) може стосуватися м'яса, приготованого на пару до готовності. Це м'ясо відоме своїм високим вмістом жиру та сильним смаком, часто із цибулею та кінзою (лист коріандру).

## Адаптації

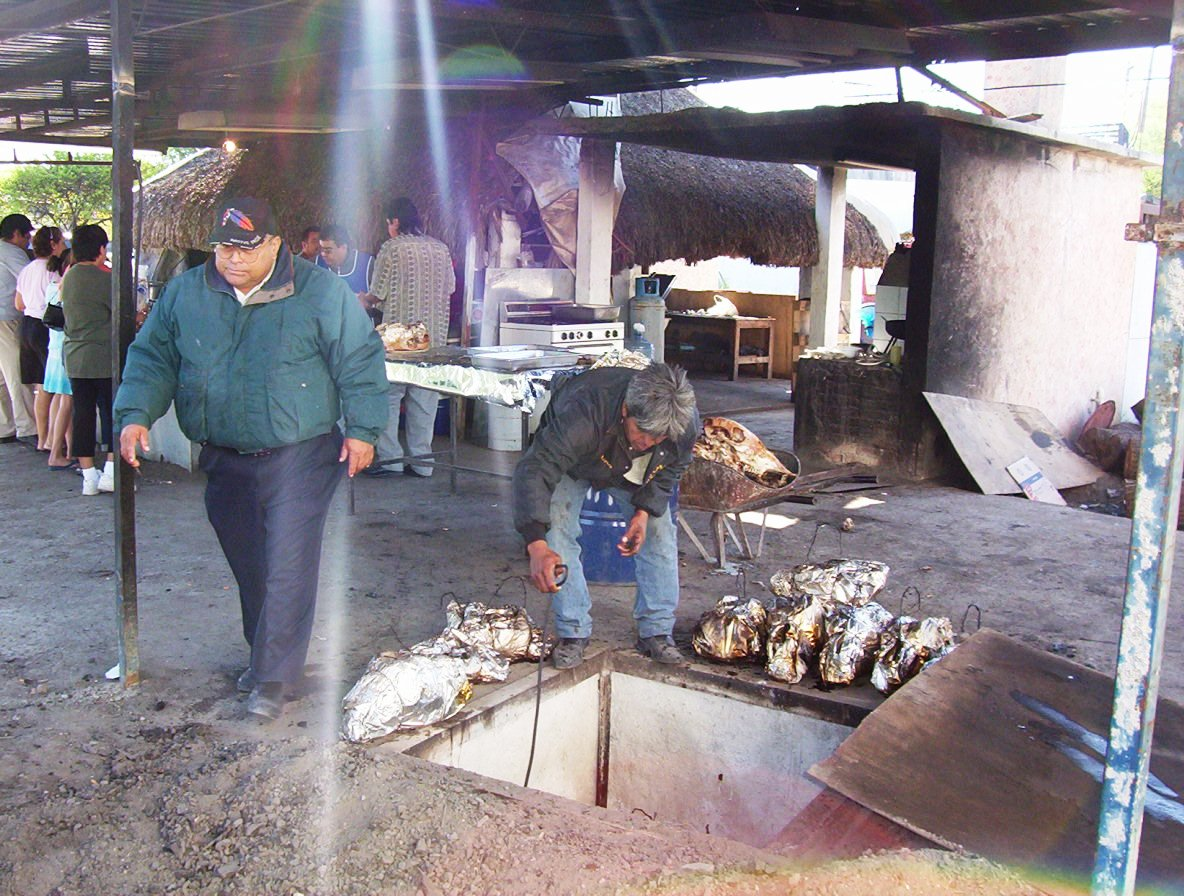
Оригінальний (або традиційний) вид печі барбакоа

У США барбакоа часто готують із частин голів великої рогатої худоби, наприклад, щік. На півночі Мексики його також іноді готують з яловичої голови, але частіше готують з козлятини (кабріто). У центральній Мексиці найкращим м'ясом є баранина, а на Юкатані їх традиційний варіант, cochinita pibil (свинина у формі ямки), готують зі свининою.
Пізніше барбакоа був перейнятий кухнею південно-західних Сполучених Штатів через Техас. Слово з часом трансформувалося в «барбекю».
На Філіппінах вісайська страва balbacua (також пишеться як balbakwa) названа на честь барбакоа, ймовірно, через схожу тривалість приготування та ніжність м'яса. Це зовсім інша страва. На відміну від латиноамериканських версій, це рагу з яловичини, бичачого хвоста, коров'ячої лапи та шкіри, варене протягом кількох годин до желеподібного стану та надзвичайно м'яким.

## Етимологія

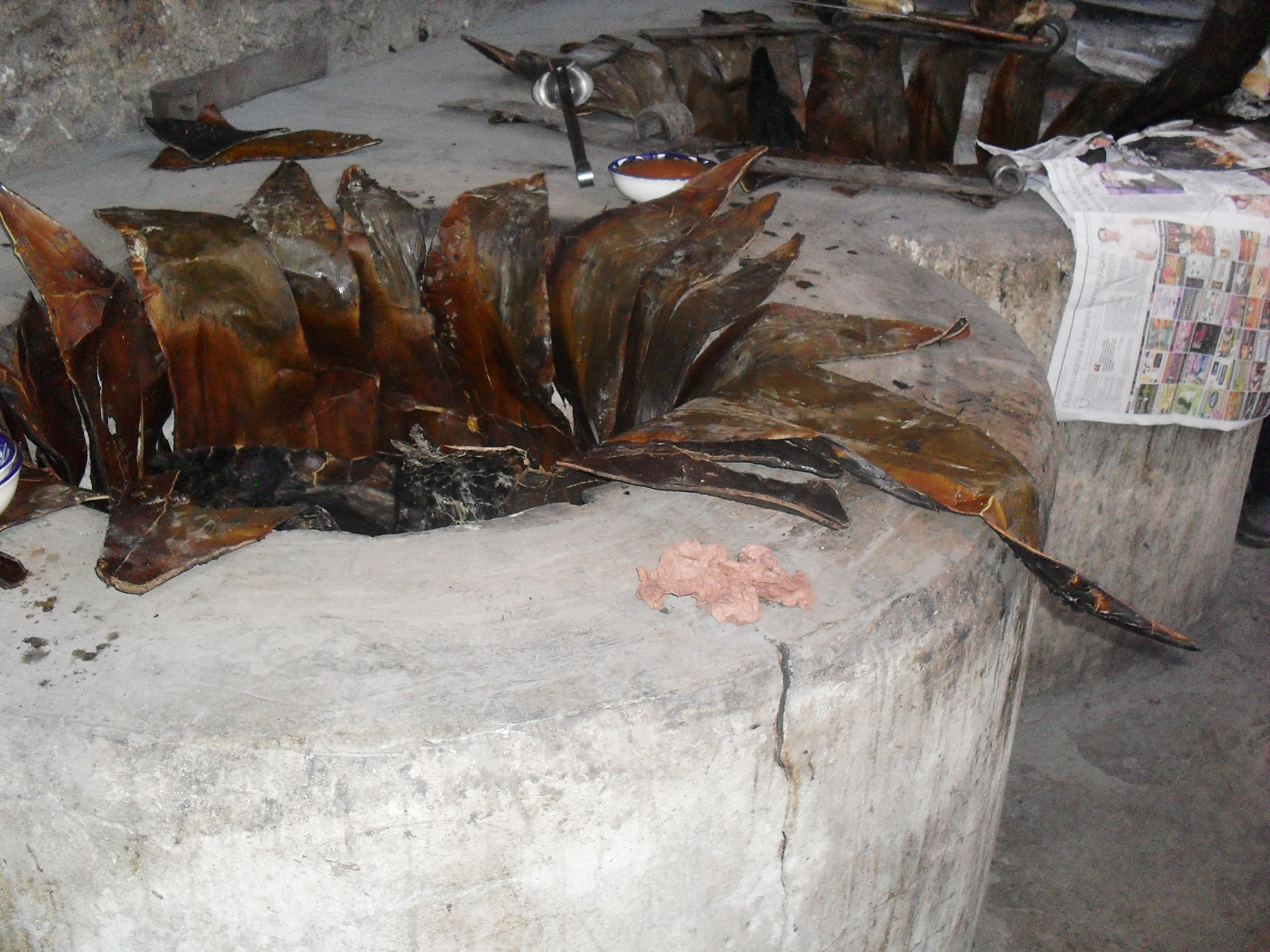
Листя магуї

Вважається, що слово барбакоа походить із невеликого острова Таїно (східна Домініканська Республіка), як у цьому джерелі:
Але візьмемо слово барбекю, походження якого arau[a]co (зокрема, Таїно) відоме завдяки описам Гонсало Фернандеса де Ов’єдо в його «Природній та загальній історії Індії», який свідчить про два його значення.

Але коли ми беремо термін «барбакоа», який походить від араваків (зокрема, мови таїно), він відомий завдяки працям Гонсало Фернандеса де Ов’єдо в його «Природній та загальній історії індіанців», який описав два його значення: «деякі палиці, які вони клали, як решітку або підставку, в отвір, щоб смажити рибу та тварин, на яких вони полювали. Таке твердження конкурує з тезою про те, що при позначенні типу барбекю це слово є кастилізацією англо-американського слова barbecue, яке, у свою чергу, походить від французького виразу la barbe á la queue («від бороди ¾o або підборіддя¾ до хвоста», саме так франкомовні канадські трапери наколювали худобу, на яку вони полювали, для смаження залізним прутом.